# Peter Coniglio
Peter Coniglio (Peter Rabbit) è una serie animata televisiva statunitense prodotta da Nickelodeon. Ha debuttato negli Stati Uniti il 14 dicembre 2012, e in Inghilterra il 25 dicembre dello stesso anno. In Italia è stata trasmessa per la prima volta su Rai Yoyo dal 30 ottobre 2014 al 2018.

## Trama
La serie è tratta dal libro Peter Rabbit di Beatrix Potter e da altre storie della stessa scrittrice, e racconta le avventure di tre coniglietti: Peter, Benjamin e Lily. Si trovano nel Lake District nell'Inghilterra del Nord.

## Personaggi
- Peter Coniglio: è il protagonista della serie. È un coniglio molto avventuroso, coraggioso, di colore rossiccio, simile alla razza Fulvo di Borgogna. Indossa una giacca blu con un borsellino. Ha una cotta per Lily.
- Benjamin Bunny: è il cugino di Peter. È della specie del coniglio selvatico europeo e adora scavare. Indossa una giacca marrone e un cappello verde con un ciuffo rosso. Mostra in tanti episodi che ha spesso paura.
- Lily Bobtail: è la migliore amica e fidanzata di Peter. È vestita tutta di rosa con un gonnellino. È di colore grigio e bianco, simile alla razza del Coniglio grigio di Carmagnola. Ha una tasca considerata magica che contiene sempre quello che serve. Ha una cotta per Peter.

### Personaggi minori
- Signora Coniglio: è la madre di Peter, a cui lui vuole molto bene. Sebbene anche lei gliene voglia, non vuole che il figlio rubi le verdure nell'orto del signor McGregor.
- Flopsy e Mopsy: Sono le sorelle maggiori di Peter. Spesso smorfiose e credono di farcela da sé. Si sentono molto responsabili verso Codatonda.
- Codatonda: è la sorella minore di Peter, non sa parlare molto bene. Dice spesso evviva alle cose brutte e gli amici la correggono.
- Signora e Signor Bobtail: sono i genitori di Lily. Il padre di Lily fa il dottore e ha una clinica nel bosco.
- Signor Coniglio: è il padre di Peter, siccome nella serie non appare mai, viene solo menzionato. Ha lasciato in eredità tutto a Peter, compreso il suo diario, e una serie di gallerie che ha scavato, tra cui una che porta all'orto del signor McGregor. È morto per una causa sconosciuta, ma nel libro viene detto che muore dopo essere stato catturato e cucinato dal signor Mc Gregor. La mamma di Peter gli voleva molto bene. Lei disse in un episodio che è morto l'anno scorso.
- Nutkin: è uno scoiattolo amico di Peter, a cui piace molto giocare, e spesso aiuta Peter quando si trova nei guai. Vive insieme a tanti altri scoiattoli che non sanno parlare. Indossa un casco da aviatore ed è privo di coda, perché, secondo il suo racconto, gli è stata rubata dal signor Brown. È molto simpatico e divertente.
- Florence: è una coccinella comune che non sa parlare, animaletto domestico di Lily. Quest'ultima lo tiene nella scatoletta.
- Jeremy Pescatore: è una rana che vive accanto al lago. È anche uno degli amici che ha avuto il padre di Peter. Anche lui aiuta Peter, Lily e Benjamin se sono nei guai. È goloso di insetti.
- Signora Trovatutto: È un riccio che gestisce una lavanderia. A lei piace stendere il bucato. È buona, generosa, onesta e gentile.
- Signora Jemima: è un'oca che abita in una fattoria sulla collina insieme a tre pulcini. Della fattoria non vengono mostrati i proprietari. Anche lei è buona, ma spesso agitata.
- Benjamin Coniglio major: è il padre di Benjamin, nonché il  fratello del Signor Coniglio e zio paterno di Peter. Anche lui è stato insieme col suo fratello. È un inventore e inventa gadget che spesso aiutano Peter.
- Ginger e Cetriolino: sono un cane  e un gatto che gestiscono un supermercato, dove spesso Peter, Lily e Benjamin vanno a fare la spesa. A Ginger non piacciono gli insetti ed è per questo che non vuole Florence nel suo negozio. Cetriolino, invece è molto occupato a fare il suo lavoro. Entrambi sono buoni.

### Antagonisti
- Signor Tod: è un antagonista della serie. È una volpe aristocratica che cammina con un bastone. Spesso vuole mangiare Peter e gli amici. In alcuni episodi vuole anche mangiare altri personaggi.
- Tommy Tasso: è uno degli antagonisti della serie. É un tasso che spesso dá la caccia a Peter. A volte però anche il Signor Tod. A lui piace mangiare i vermi che chiama vermetti.
- Signor McGregor: È un contadino che abita in una casetta, di cui si vedono solo le gambe. È il proprietario di un orto grandissimo dove spesso Peter e gli amici tentano di rubare le verdure. Ha un gatto, che a differenza di tutti gli animali della serie, non è antropomorfo e non parla.
- Signor Brown: è un gufo che vive nell'isola rocciosa, di cui è l'unico abitante perché tutti lo temono. Quando qualcuno (spesso i tre conigli) fa rumore, si sveglia ed insegue chi l'ha disturbato.
- Samuel Baffetti: È un topo. Cerca di rubare dei dolci, di cui è golosissimo, ma spesso non ci riesce. Talvolta cerca di ingannare Peter.
- Toporagno: Ha un campo di denti di leone, ma è egoista e li vuole tutti per sé. Quando Peter ne prende alcuni o li mangia, lui grida: Ridatemi i miei denti di leone!

## Doppiaggio
L'edizione italiana è stata curata da Annalisa Liberi (Rai) mentre il doppiaggio italiano è stato curato da La BiBi.it di Roma sotto la direzione di Anna Cesareni (1ª stagione) e Guido Micheli (2ª stagione) e l'assistenza di Patrizia Serafini. L'adattamento dei dialoghi dell'edizione italiana sono stati effettuati da: Veronica Cacciatore, Stefano Brusa, Giulia Buffa, Sara Musacchio e Alessia La Monica (1ª stagione) e da Ilaria Carbonoli (2ª stagione). Il mixing è stato effettuato da Riccardo Canino mentre la sonorizzazione è stata eseguita presso lo studio N.C.. La sigla italiana è cantata dai Raggi Fotonici mentre tutte le canzoni interne alle puntate sono interpretate, su base originale, dal front-man della band Mirko Fabbreschi.
| Personaggio     | Doppiatore originale                               | Doppiatore italiano |
| --------------- | -------------------------------------------------- | ------------------- |
| Peter Coniglio  | Connor Fitzgerald (1ª voce) Harry Henty (2ª voce)  | Gaia Bolognesi      |
| Benjamin Bunny  | Danny Price                                        | Joy Saltarelli      |
| Lily Bobtail    | Harriet Perring (1ª voce) Poppy Labrosse (2ª voce) | Monica Volpe        |
| Signor Tod      | Mark Huckerby                                      | Franco Mannella     |
| Tommy Tasso     | Edward Ivory                                       | Bruno Alessandro    |
| Signor McGregor | Dave B. Mitchell                                   | Paolo Marchese      |
| Signor Brown    | Dave B. Mitchell                                   | Gerolamo Alchieri   |
| Samuel Baffetti | Shawn Curran                                       | Mino Caprio         |
| Toporagno       | Gemma Harvey                                       | Andrea Lavagnino    |

## Episodi

### Stagione 1
| nº | Titolo italiano              | Titolo inglese                                      | Prima TV USA      | Prima TV Italia |
| -- | ---------------------------- | --------------------------------------------------- | ----------------- | --------------- |
| 1  | Il Natale di Peter Coniglio  | Peter Rabbit's Christmas Tale                       | 14 dicembre 2012  |                 |
| 2  | Il ladro di ravanelli        | The Tale of the Radish Robber                       | 19 febbraio 2013  | 30 ottobre 2014 |
| 2  | I due nemici                 | The Tale of Two Enemies                             | 19 febbraio 2013  | 30 ottobre 2014 |
| 3  | La volpe avida               | The Tale of the Greedy Fox                          | 21 febbraio 2013  |                 |
| 3  | La casa sull'albero          | The Tale of the Secret Treehouse                    | 21 febbraio 2013  |                 |
| 4  | Missione fragole             | The Tale of Benjamin's Strawberry Raid              | 21 febbraio 2013  |                 |
| 4  | La volpe bugiarda            | The Tale of the Lying Fox                           | 21 febbraio 2013  |                 |
| 5  | Il gatto arrabbiato          | The Tale of the Angry Cat                           | 25 febbraio 2013  |                 |
| 5  | La trappola                  | The Tale of Mr. Tod's Trap                          | 25 febbraio 2013  |                 |
| 6  | Scoiattolo in fuga           | The Tale of Nutkin on the Run                       | 27 febbraio 2013  |                 |
| 6  | I viscidi vermi              | The Tale of the Wriggly Worms                       | 27 febbraio 2013  |                 |
| 7  | L'uovo della signora Jemima  | The Tale of Jemima's Egg                            | 4 marzo 2013      |                 |
| 7  | Il quadrifoglio portafortuna | The Tale of the Lucky Four Leaf Clover              | 4 marzo 2013      |                 |
| 8  | L'orto incustodito           | The Tale of the Unguarded Garden                    | 6 marzo 2013      |                 |
| 8  | La grande evasione           | The Tale of the Great Breakout                      | 6 marzo 2013      |                 |
| 9  | Racconto di primavera        | The Tale of the Start of Spring                     | 29 marzo 2013     |                 |
| 9  | Una torta per la mamma       | The Tale of the Mother's Day Pie                    | 29 marzo 2013     |                 |
| 10 | Misterioso ladro di prugne   | The Tale of the Mystery Plum Thief                  | 15 aprile 2013    |                 |
| 10 | Il gufo brontolone           | The Tale of the Grumpy Owl                          | 15 aprile 2013    |                 |
| 11 | Una pesca leggendaria        | The Tale of the Big Move                            | 17 aprile 2013    |                 |
| 11 | I tunnel segreti             | The Tale of the Lost Tunnels                        | 17 aprile 2013    |                 |
| 12 | In fuga giù per la collina   | The Tale of the Down Hill Escape                    | 6 maggio 2013     |                 |
| 12 | Il gatto e il topo           | The Tale of the Cat and the Rat                     | 6 maggio 2013     |                 |
| 13 | Una corsa nel buio           | The Tale of the Dash in the Dark                    | 8 maggio 2013     |                 |
| 13 | La raccolta delle nocciole   | The Tale of the Hazelnut Raid                       | 8 maggio 2013     |                 |
| 14 | Un letto nuovo               | The Tale of the Broken Bed                          | 28 maggio 2013    |                 |
| 14 | La partenza di Lily          | The Tale of the One That Got Away                   | 28 maggio 2013    |                 |
| 15 | Aquiloni in fuga             | The Tale of the Runaway Kites                       | 30 maggio 2013    |                 |
| 15 | L'eroe coniglio              | The Tale of the Hero Rabbit                         | 30 maggio 2013    |                 |
| 16 | La roccia rotolante          | The Tale of the Falling Rock                        | 23 settembre 2013 |                 |
| 16 | Un amico per Codatonda       | The Tale of Cotton-tail's New Friend                | 23 settembre 2013 |                 |
| 17 | La mappa perduta             | The Tale of Benjamin's New Map                      | 25 settembre 2013 |                 |
| 17 | Le sorelle di Peter          | The Tale of the Surprising Sisters                  | 25 settembre 2013 |                 |
| 18 | La vecchia casa sull'albero  | The Tale of the Wrecked Treehouse                   | 25 ottobre 2013   |                 |
| 18 | Legna per l'inverno          | The Tale of the Stolen Firewood                     | 25 ottobre 2013   |                 |
| 19 | La torta di Codatonda        | The Tale of Cotton-Tail's Cake                      | 18 novembre 2013  |                 |
| 19 | La terribile trappola        | The Tale of the Terrible Trap                       | 18 novembre 2013  |                 |
| 20 | La volpe volante             | The Tale of the Flying Fox                          | 20 novembre 2013  |                 |
| 20 | I veri amici                 | The Tale of the True Friends                        | 20 novembre 2013  |                 |
| 21 | La zucca gigante             | The Tale of the Giant Pumpkin                       | 31 gennaio 2014   |                 |
| 21 | Bubusettete                  | The Tale of the Peek-A-Boo Rabbits                  | 31 gennaio 2014   |                 |
| 22 | Storia di un'amicizia        | The Tale of the Great Rabbit and Squirrel Adventure | 15 febbraio 2014  |                 |
| 22 | La piuma del gufo            | The Tale of Old Brown's Feather                     | 15 febbraio 2014  |                 |
| 23 | Un'avventura musicale        | The Tale of Jeremy Fisher's Musical Adventure       | 31 marzo 2014     |                 |
| 23 | La coccinella scomparsa      | The Tale of the Lost Ladybird                       | 31 marzo 2014     |                 |
| 24 | Un vecchio amico             | The Tale of Old Rusty                               | 2 aprile 2014     |                 |
| 24 | Il coniglietto di pezza      | The Tale of the Squeaky Toy                         | 2 aprile 2014     |                 |
| 25 | Conigli volanti              | The Tale of the Flying Rabbits                      | 3 aprile 2014     |                 |
| 25 | L'avventura di Codatonda     | The Tale of the Puddleduck Disaster                 | 3 aprile 2014     |                 |
| 26 | Un grande spettacolo         | The Tale of Jeremy Fisher's Recital                 | 14 aprile 2014    |                 |
| 26 | Stufato di scoiattolo        | The Tale of the Squirrel Hotpot                     | 14 aprile 2014    |                 |
| 27 | Il terribile coniglio        | The Tale of the Fierce Bad Rabbit                   | 29 maggio 2014    |                 |
| 27 | Conigli in fuga              | The Tale of the Runaway Rabbits                     | 29 maggio 2014    |                 |
| 28 | Un ospite indesiderato       | The Tale of the Uninvited Badger                    | 7 ottobre 2014    |                 |
| 28 | Tempesta in arrivo           | The Tale of the Brewing Storm                       | 7 ottobre 2014    |                 |

### Stagione 2
| nº | Titolo italiano                    | Titolo inglese                           | Prima TV USA     | Prima TV Italia |
| -- | ---------------------------------- | ---------------------------------------- | ---------------- | --------------- |
| 29 | Il brontolone del tunnel           | The Tale of The Tunnel Rumbler           | 8 ottobre 2014   |                 |
| 29 | Volpone fifone                     | The Tale of The Frightened Fox           | 8 ottobre 2014   |                 |
| 30 | A pesca nell'orto                  | The Tale of The Great Owl Adventure      | 9 ottobre 2014   |                 |
| 31 | Al gufo, al gufo!                  | The Tale of The Scare Owl                | 10 ottobre 2014  |                 |
| 31 | Buon riposo, signor Brown!         | The Tale of The Old Brown's New Roost    | 10 ottobre 2014  |                 |
| 32 | Campioni di bowling                | The Tale of The Best Bowler              | 8 dicembre 2014  |                 |
| 32 | Un bottino grandioso               | The Tale of The Great Potato Plunder     | 8 dicembre 2014  |                 |
| 33 | Il volo di Codatonda               | The Tale of Cotton-tail's Treetop Tumble | 10 dicembre 2014 |                 |
| 33 | Una festa pericolosa               | The Tale of the Perilous Party           | 10 dicembre 2014 |                 |
| 34 | Un tasso ad alta quota             | The Tale of the High-Flying Badger       | 12 dicembre 2014 |                 |
| 34 | Benjamin pasticcione               | The Tale of Benjamin's Blunder           | 12 dicembre 2014 |                 |
| 35 | Piccola peste                      | The Tale of The Tiny Terror              | 15 dicembre 2014 |                 |
| 35 | La casa sull'albero                | The Tale of the Treehouse Rescue         | 15 dicembre 2014 |                 |
| 36 | Il diario perduto                  | The Tale of The Lost Journal             | 21 marzo 2015    |                 |
| 36 | Semi squisiti                      | The Tale of The Seed Snatch              | 21 marzo 2015    |                 |
| 36 | L'indigestione                     | The Tale of The Need for Seed            | 21 marzo 2015    |                 |
| 37 | Un'eroica babysitter               | The Tale of the Heroic Hedgehog          | 28 marzo 2015    |                 |
| 37 | Allarme uccellino!                 | The Tale of The Bird Trap                | 28 marzo 2015    |                 |
| 38 | Conigli di bottega                 | The Tale of Dr. Bobtail's Adventure      | 28 marzo 2015    | 6 marzo 2018    |
| 38 | Una gabbia per due                 | The Tale of the Locked Cage              | 28 marzo 2015    | 6 marzo 2018    |
| 39 | Gli anatroccoli smarriti           | The Tale of the Missing Ducklings        | 2 maggio 2015    |                 |
| 39 | Ladruncoli ghiottoni               | The Tale of the Hungry Thieves           | 2 maggio 2015    |                 |
| 40 | Coniglio per un giorno             | The Tale of Nutkin's Rabbity Day         | 2 maggio 2015    |                 |
| 40 | Un eroe inaspettato                | The Tale of the Unexpected Hero          | 2 maggio 2015    |                 |
| 41 | Una mamma formidabile              | The Tale of the Amazing Mom              | 9 maggio 2015    | 8 marzo 2018    |
| 41 | Oggetti preziosi                   | The Tale of Mom's Precious Things        | 9 maggio 2015    | 8 marzo 2018    |
| 42 | Coniglio-kart                      | The Tale of The Racing Rabbit            | 9 maggio 2015    | 9 marzo 2018    |
| 42 | Una lumaca di nome Fred            | The Tale of Fred Snail                   | 9 maggio 2015    | 9 marzo 2018    |
| 43 | Missione Toporagno                 | The Tale of The Saving of the Shrew      | 16 maggio 2015   | 10 marzo 2018   |
| 43 | Pesce fuor d'acqua                 | The Tale of Fish Out of Water            | 16 maggio 2015   | 10 marzo 2018   |
| 44 | Storia di un maialino avventuroso  | The Tale of The Kitten and Pig Adventure | 16 maggio 2015   |                 |
| 45 | La festa di Codatonda              | The Tale of Cotton-tail's Party          | 23 maggio 2015   |                 |
| 45 | Il coseggiatore                    | The Tale of The Thing-A-Ma-Jig           | 23 maggio 2015   |                 |
| 46 | Una casa per Tommy Tasso           | The Tale of The Big Bad Badger           | 23 maggio 2015   |                 |
| 46 | The Tale of The Big Badger Blunder |                                          | 23 maggio 2015   |                 |
| 46 | Scoiattoli litigiosi               | The Tale of the Squabbling Squirrels     | 23 maggio 2015   |                 |
| 47 | La grande fuga                     | The Tale of Peter's Great Escape         | 30 maggio 2015   |                 |
| 47 | The Tale of The Great Cake Chase   |                                          | 30 maggio 2015   |                 |
| 48 | Fuga in Coniglio-kart              | The Tale of the Go-Kart Getaway          | 30 maggio 2015   |                 |
| 48 | Il nuovo nascondiglio              | The Tale of The New Hideout              | 30 maggio 2015   |                 |
| 49 | La stella di Natale                | The Tale of The Christmas Star           | 17 dicembre 2015 |                 |
| 49 | Tempo di letargo                   | The Tale of the Sleepy Hedgehog          | 17 dicembre 2015 |                 |
| 50 | Una slitta spettacolare            | The Tale of the Spectacular Sled         | 16 febbraio 2016 |                 |
| 50 | Un dottore per Codatonda           | The Tale of Cotton-tail's Tooth          | 16 febbraio 2016 |                 |
| 51 | Una tartaruga velocissima          | The Tale of Tricky Tortoise              | 18 febbraio 2016 |                 |
| 51 | Il trasloco dei topini             | The Tale of Mice on the Move             | 18 febbraio 2016 |                 |
| 52 | Storia di una scoperta inaspettata | The Tale of The Unexpected Discovery     | 21 marzo 2016    |                 |
| 53 | Amiche di piuma                    | The Tale of Mittens' New Friend          | 23 marzo 2016    |                 |
| 53 | L'allagamento                      | The Tale of the Flooded Burrow           | 23 marzo 2016    |                 |
| 54 | Mai piangere sul latte versato     | The Tale of Spilled Milk                 | 2 maggio 2016    |                 |
| 54 | La prima campanula di primavera    | The Tale of The First Bluebell           | 2 maggio 2016    |                 |
| 55 | Salvataggio tartaruga              | The Tale of The Great Tortoise Rescue    | 4 maggio 2016    |                 |
| 55 | Il re del bosco                    | The Tale of the King of the Woods        | 4 maggio 2016    |                 |
| 56 | Spettacolo musicale                | The Tale of Musical Mayhem               | 6 maggio 2016    |                 |
| 56 | Il diario conteso                  | The Tale of the Missing Journal          | 6 maggio 2016    |                 |

## Differenze dai racconti
- Nei racconti di Beatrix Potter, Peter indossa le scarpe oltre ai vestiti, mentre nella serie è scalzo.
- Il personaggio di Lily non compare nei libri, ma è stato aggiunto dai creatori della serie animata.[6]
- Vari personaggi secondari, tra cui Nutkin, il Signor Brown, Jeremy Pescatore e la Signora Jemima, appaiono invece nei racconti originali, ma in storie separate da quelle di Peter Coniglio. Inoltre Jemima è un'anatra,[7] mentre nella serie assomiglia piuttosto a un'oca, essendo molto più grande dei conigli.

## Adattamento cinematografico
Nel 2018 usci un adattamento/sequel della serie, dall'omonimo titolo, seguito poi da Peter Rabbit 2 - Un birbante in fuga.